# フェルナンド・フランシスコ・レゲス
フェルナンド・フランシスコ・レゲス・モウタ（Fernando Francisco Reges Mouta、1987年7月25日 - ）は、ブラジル・ゴイアス州出身のサッカー選手。ポジションはMF。

## 来歴
2005年にブラジルのヴィラ・ノヴァFCでプロキャリアをスタートさせた。2007年6月、ポルトガルのFCポルトに5年契約で移籍。その直後にCFエストレラ・アマドーラにへレンタル移籍し、2008-09シーズンにポルトに復帰。ラウル・メイレレス、ルイス・ゴンサレスと中盤を形成しリーグ4連覇に貢献した。
2014年6月26日、イングランド・プレミアリーグのマンチェスター・シティFCへの移籍が発表された。8月10日に行われたFAコミュニティ・シールドのアーセナルFC戦でイングランドデビューを果たした。マヌエル・ペジェグリーニ体制では一定の出場機会を得ていたものの、2016年にジョゼップ・グアルディオラが監督に就任するとフェルナンジーニョがより重用されるようになり出場機会が減少した。
2017年8月4日、ガラタサライSKへ3年契約での移籍が発表された。移籍金は525万ユーロ。
2019年7月12日、セビージャFCに移籍した。2023年12月30日、個人的な理由によりセビージャとの契約を解消し、4年半在籍したクラブを退団した。セビージャでは公式戦通算149試合に出場し、7得点を記録した。
2024年1月10日、ヴィラ・ノヴァに復帰した。
2024年2月21日、SCインテルナシオナルに2年契約で移籍した。

## 代表歴
ブラジル代表として、2007 南米ユース選手権に出場した。

## タイトル
クラブ
FCポルト
- UEFAヨーロッパリーグ：2010-11
- スーペル・リーガ：2008-09、2010-11、2011-12、2012-13
- タッサ・デ・ポルトガル：2009、2010
- ポルトガル・スーパーカップ：2009、2010、2011、2012、2013

マンチェスター・シティFC
- フットボールリーグカップ：2015-16

ガラタサライSK
- スュペル・リグ：2017-18、2018-19
- テュルキエ・クパス：2018-19

セビージャFC
- UEFAヨーロッパリーグ：2019-20、2022-23